# Ferrari 250 Testa Rossa

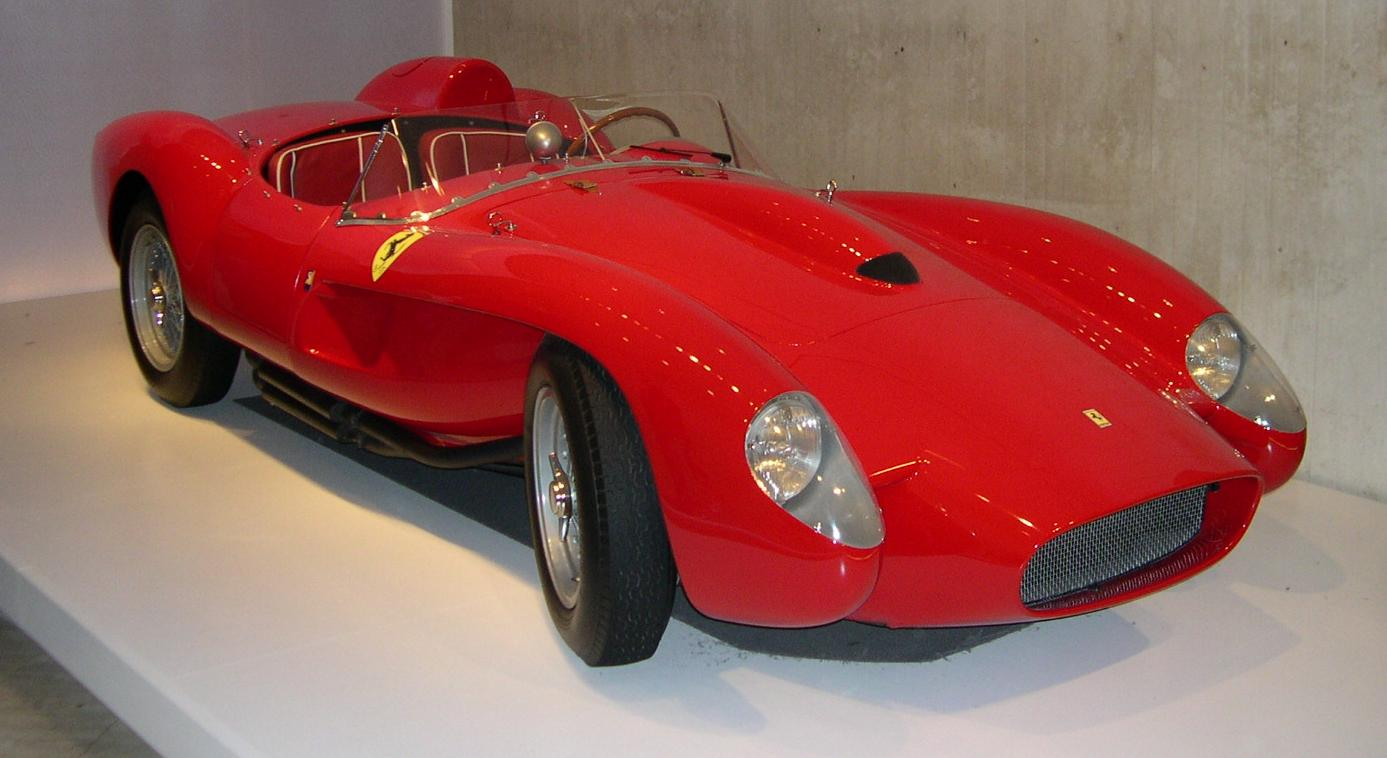
De Ferrari 250 Testa Rossa.

De Ferrari 250 Testa Rossa is een raceauto uit de jaren '50 en '60 van het Italiaanse merk Ferrari. Deze auto's waren heer en meester in hun raceklassen. Varianten van dit model wonnen de 24 uur van Le Mans in 1958, 1960 en 1961. Ze waren nauw verwant aan de rest van de 250-serie, met name de legendarische 250 GTO.
In totaal zijn er tussen 1956 en 1961 slechts 34 Testa Rossa's gemaakt. "Testa Rossa" betekent "rood hoofd", wat verwijst naar de roodgekleurde cilinderkoppen. Van het bekendste model, de 250 TR, zijn tussen '57 en '58 slechts twee fabrieks- en negentien klantenwagens gebouwd. Na de 250 GTO is de Testa Rossa de meest waardevolle Ferrari, er zijn exemplaren voor meer dan zes miljoen euro geveild. Het allereerste exemplaar (dat in 1958 mee deed aan de 24 uur van Le Mans) werd in 2011 verkocht voor meer dan 11,4 miljoen euro, een recordprijs op dat moment voor een Ferrari TR.